# قائمة الفيضانات حسب السنة
هذه قائمة بالفيضانات مُرتبة حسب السنة.

## القرن الرابع عشر
- فيضانات سانت مارسيلو ويسمى أيضا «فيضانات سانت مارسيلو الثانية».
- فيضان القديسة مريم المجدلية حدث في عيد القديسة مريم المجدلية، 25 يوليو؛ وأثر على منخفض جنوة وأنهار الراين وموسيل وماين والدانوب وفيزر وفيرا وأونستروت وإلبه وفلتافا، حيث غمرت تلك النهار وروافدها مناطق واسعة. حتى نهر إيدر شمال هامبورغ فقد غمر الأرض المحيطة به. وتعرضت العديد من المدن مثل كولونيا وماينز وفرانكفورت أم ماين وفورتسبورغ وريغنسبورغ وباساو وفيينا لأضرار جسيمة. امتدت المنطقة المتضررة إلى كارينثيا وشمال إيطاليا. العدد الإجمالي للضحايا غير معروف، لكن يُعتقد أنه في منطقة الدانوب وحدها قُتل 6000 شخص.

## القرن الخامس عشر
- فيضان عيد جميع القديسين عام 1436، حدث في يوم جميع القديسين (1 نوفمبر) 1436 كان مدًا عاصفًا ضرب ساحل بحر الشمال بأكمله للخليج الألماني. في قرية تتنبول الشمالية الفريزية وحدها، لقي 173 شخصًا مصرعهم. تم تدمير عيدوم في جزيرة سيلت ؛ وغادر سكانها وأسسوا قرية ويسترلاند نتيجة لذلك. ولاحقًا أُخليت سيلت أيضًا بعد الفيضانات وأعيد بناؤها غربًا. انفجرت السدود على طول نهر أوست وفي كيهدينجن. وفُصلت جزيرة بيلورم عن نوردستراند المجاورة بألمانيا وتكرر ذلك مرة أخرى في عام 1550.

## القرن السادس عشر
- 1530 فيضان القديس فيليكس
- فيضان نهر المسيسيبي في مارس 1543. وبحسب ما ورد استمر الفيضان لمدة 40 يومًا.

## القرن السابع عشر
- فيضان كاليفورنيا عام 1605 الناتج عن الأمطار الغزيرة وقد غطى أجزاء كثيرة من كاليفورنيا بالمياه.[1]
- فيضان بورشاردي وقد كان موجة مد عاصفة ضربت ساحل بحر الشمال في شمال فريزيا وديتمارشن في ليلة 11 و12 أكتوبر 1634. وقد تجاوز السدود، وحطم الخط الساحلي وتسبب في مقتل الآلاف (8000 إلى 15000 شخص غرقًا).

## القرن الثامن عشر
- فيضان عيد الميلاد عام 1717. حدث في هولندا وألمانيا والدول الاسكندنافية. وتسبب في غرق 14000 شخص.
- فيضان نهر المسيسيبي من ديسمبر 1734 إلى يونيو 1735. غمرت المياه نيو أورلينز بسبب الفيضانات.
- فيضان نيو هامبشاير عام 1740. غمرت مياه نهر ميريماك المنطقة في ديسمبر. وهو أول فيضان مسجل في تاريخ نيو هامبشاير.
- فيضان نيو هامبشاير/مين في أكتوبر 1785. حيث ضرب الفيضان الكبير أنهار Cocheco، بيكر، Pemigewasset، Contoocook وميريماك في 23 أكتوبر. ويُعد فيضانا قياسيا في لويل حتى عام 1902.[2] فاض نهر أندروسكوجين بشكل كبير، مما أدى إلى تدمير العديد من المساكن في المناطق التي أصبحت بيثيل ومين. انتقل الناجون من الفيضان إلى منظقة أعلى. وقد ادي هذا الفيضان إلى تدمير طاحونة تيرنر الأولى (Turner's first mill).
- فيضان القرع العظيم في 5 أكتوبر 1786. اجتاح وسط ولاية بنسلفانيا. وسُمي كذلك بسبب القرع Pumpkin الذي جرفته الفيضانات. وقع ذلك الفيضان كبير في حوض نهر سسكويهانا.
- فيضان نهر المسيسيبي في يوليو 1788. نتج عنه إنهيارات أرضية.
- فيضان ستوروفسن، النرويج، وقع في يوليو 1789
- فيضان النهر الأحمر الجنوبي عام 1800. وبحسب قبيلة كادو، تحرك «فيضان كبير» أسفل النهر وأدى إلى زيادة مستويات المياه على بعض روافد النهر الأحمر. شكلت هذه العملية بحيرة كادو.

## القرن التاسع عشر
- فيضان نهر المسيسيبي عام 1809. غمرت الفيضانات كل منطقة نهر المسيسيبي السفلي.
- فيضان نهر المسيسيبي عام 1825. وقد غمر نيو أورلينز في فصل الربيع
- فيضان نهر المسيسيبي العظيم عام 1844. وهو أكبر فيضان تم تسجيله على الإطلاق في نهر ميسوري ونهر المسيسيبي الأعلى من حيث كمية التصريف. كان هذا الفيضان مدمرًا بشكل كبير لأن المنطقة كانت بها القليل من السدود في ذلك الوقت. وكان وياندوت من بين أكثر مَن تضرروا حيث فُقد 100 شخص بسبب الأمراض التي حدثت بعد الفيضانات. كما أن الفيضان هو أعلى معدل تم تسجيله لنهر المسيسيبي في سانت لويس. وبعد الفيضان، أصدر الكونجرس في عام 1849 قانون المستنقع الذي يوفر منحًا للأراضي لبناء سدود أقوى.
- فيضان نهر المسيسيبي العظيم عام 1851. حدث الفيضان بعد هطول الأمطار الذي سجل رقما قياسيا عبر الغرب الأوسط الأمريكي والسهول من مايو إلى أغسطس 1851. شهدت ولاية آيوا فيضانًا كبيرًا امتد إلى حوض نهر المسيسيبي السفلي. تشير الأدلة التاريخية إلى حدوث فيضانات في السهول الشرقية، من نبراسكا إلى حوض النهر الأحمر، لكن هذه المناطق كانت قليلة الاستيطان في عام 1851. كما حدث هطول أمطار غزيرة في حوض نهر أوهايو. في يونيو، حدث فيضان كبير على نهر المسيسيبي.
- الطوفان العظيم عام 1862. ضرب الساحل الغربي لأمريكا الشمالية في ديسمبر 1861 ويناير 1862. استمرت الأمطار 43 يومًا وغرقت ولايات كاليفورنيا ويوتا وأوريغون الأمريكية بالإضافة إلى ولاية سونورا المكسيكية. كانت أسوأ كارثة تضرب كاليفورنيا على الإطلاق؛ تحول الوادي الأوسط بالولاية إلى «بحر داخلي» فعليًا لعدة أشهر بعد ذلك. انتقلت حكومة الولاية مؤقتًا إلى سان فرانسيسكو لأن العاصمة، ساكرامنتو، غرقت تحت 10 أقدام (3.3 م) من المياه؛ كادت الأضرار والنقص في عائدات الضرائب أن تؤدي إلى إفلاس الدولة.
- فيضان بحر البلطيق 1872. نتج عن عاصفة أثرت على ساحل بحر البلطيق من الدنمارك إلى بوميرانيا ليلة 12-13 نوفمبر 1872. تسبب الفيضان في مقتل ما لا يقل عن 271 شخصًا على ساحل بحر البلطيق؛ وتدمير 2850 منزلًا أو تعرضها لأضرار بالغة على الأقل، ونتيجة لذلك أصبح 15.160 شخصًا بلا مأوى.
- فيضان نهر المسيسيبي العظيم عام 1874. تسببت أمطار الربيع الغزيرة في فيضان نهر المسيسيبي، واختراق السدود وإغراق مساحات شاسعة من وادي المسيسيبي السفلي. بدأت الفيضانات في فبراير ولم تبدأ في الانحسار إلا في 20 مايو. وفقًا لصحيفة New Orleans Daily Picayune الصادرة في 3 مايو، كان 31 من أبرشية لويزيانا البالغ عددها 53 (موطنًا لحوالي 375000 شخص) تحت الماء كليًا أو جزئيًا. وتحول وادي يازو إلى بحيرة داخلية.[3] نشر عمدة نيو أورلينز لويس أ. ويلتز تعميمًا في 30 مايو موجهًا إلى «رؤساء البلديات في أربع وثلاثين مدينة أمريكية كبيرة» يطلب مساهمات نقدية ومخصصات لجهود الإغاثة. حيث وصف فيضان 1874 بأنه الأعلى على الإطلاق. كما تضمنت ملاحظات المساح العام الأمريكي السابق في لويزيانا ويليام ج.ماكولوه، الذي قدر أن ما مجموعه 12565,060 فدانًا قد غمرتها المياه عبر لويزيانا (8,065,000)، ميسيسيبي (2,500,000)، وأركانساس (2,000,000).
- فيضان نهر المسيسيبي عام 1882. أدت عواصف المطر الربيعية الشديدة، التي بدأت في 19 فبراير 1882، إلى ارتفاع سريع لنهر أوهايو والفيضانات على طول النهر من سينسيناتي إلى سانت لويس. كانت الآثار أكثر تدميراً في وادي المسيسيبي السفلي، حيث أصبح ما يقدر بنحو 20 ألف شخص بلا مأوى في أركنساس وحدها. كان هذا الدمار هو الذي جعل الديمقراطيين الجنوبيين والجمهوريين من الغرب الأوسط في الكونجرس الذين ينحدرون من تلك الولايات المنكوبة بالفيضانات يعملون على زيادة الاعتمادات لقانون الأنهار والمرافئ إلى 19 مليون دولار، منها 5.4 مليون دولار مخصصة للتحسينات الداخلية. والمساعدات الفيدرالية للمناطق التي غمرتها الفيضانات. في حين لم يعارض الرئيس تشيستر أ. آرثر التحسينات الداخلية من حيث المبدأ، إلا أنه استخدم حق النقض ضد القانون في 1 أغسطس 1882. تجاوز الكونجرس حق النقض في اليوم التالي.
- في عام 1889، تحطم سد ساوث فورك، مما تسبب في فيضان جونستاون الهائل عام 1889 الذي أودى بحياة 2209 شخصًا في جونستاون، بنسلفانيا.
- في 8 سبتمبر 1900، في جالفستون، تكساس، أدت عاصفة إلى حدوث انهيارات أرضية، مخلفة ما يقرب من 7000 إلى 12000 قتيل. لا يزال ذلك الحدث حتى يومنا هذا هو الحدث الأكثر دموية في يوم واحد في تاريخ الولايات المتحدة.[4]

## القرن العشرين

### عقد 1910
- في عام 1910، غمرت المياه مساحات كبيرة من باريس عندما فاض النهر على ضفتيه.
- في عام 1920، فيضان طوكيو العظيم، حيث جرف 37 منزلاً، ودمر 2200 منزلًا جزئيًا وتضرر ما يقرب من 400000 شخص.
- حدث الطوفان العظيم عام 1913، الذي شمل فيضان دايتون العظيم، وأدى إلى مقتل 650 شخصًا شخص وتدمير 20 ألف منزل في الولايات المتحدة. كما أتلفت لوحات فوتوغرافية تاريخية تخص ويلبر وأورفيل رايت.
- كان فيضان كليرمونت في كوينزلاند عام 1916 أسوأ فيضان في تاريخ كليرمون.
- دمر فيضان هاتفيلد في سان دييغو بالولايات المتحدة عام 1916 سد أوتاي السفلي،[5] وألحق أضرارًا بسد سويت ووتر،[6] وتسبب في وفاة 22 شخصًا وأضرار تُقدر بحوالي 4.5 مليون دولارا.

### عقد 1920
- كان فيضان المسيسيبي العظيم عام 1927 أحد أكثر الفيضانات تدميراً في تاريخ الولايات المتحدة، وكان الدافع وراء العديد من قوانين مكافحة الفيضانات اللاحقة.
- فيضان فيرمونت العظيم عام 1927 الذي دمر أكثر من 1200 جسر في فيرمونت، وأحد أكبر الفيضانات في تاريخها.
- تسبب إعصار نيوزيلندا عام 1929 في حدوث أكبر فيضان على الإطلاق لمدينة دنيدن.

### عقد 1930
- تسبب فيضان النهر الأصفر عام 1931 في وفاة ما بين 800,000 و4،000,000 شخص في الصين، وهي واحدة من سلسلة فيضانات كارثية على النهر الأصفر. كانت واحدة من أسوأ الفيضانات في التاريخ.
- حدث فيضان نهر أوهايو عام 1937 في أواخر يناير وفبراير 1937، مما تسبب في أضرار على طول نهر أوهايو والعديد من الروافد الأصغر من بيتسبرغ، إلينوي، إلى القاهرة، إلينوي. ترك هذا الفيضان ما يقرب من مليون شخص بلا مأوى، و385 قتيلًا، وخسائر تقدر بنحو 50 مليون دولار.
- حدث فيضان لوس أنجلوس عام 1938 في الفترة من أواخر فبراير إلى أوائل مارس 1938، مما تسبب في فيضان نهر لوس أنجلوس ونهر سانتا آنا، وتسبب في خسائر بقيمة 40 مليون دولار ومقتل 115 شخصًا.
- حدث فيضان هانشين العظيم عام 1938 في يوليو 1938 في منطقة كوبي في اليابان، مما تسبب في مقتل 925 شخصًا بسبب هطول أمطار موسمية غزيرة بشكل استثنائي تسببت في حدوث انهيارات أرضية في جبال روكو.

### عقد 1940
- وقع فيضان برويكشير 1948 في 12 أغسطس، عندما أدت الأمطار الغزيرة للغاية التي استمرت ستة أيام إلى فيضان أنهار تويد، بلاكادار، Whiteadder، تيل و«أي ووتر» في جنوب اسكتلندا، فارتفعت المياه لأكثر من 10 أقدام وحطمت 20 من الجسور. توقفت خدمة السكك الحديدية لعدة أشهر.[7]

### عقد 1950
- أسفر فيضان لينماوث عام 1952 عن مقتل 34 شخصًا، وقد كان أكبر من أي فيضان في بريطانيا حتى ذلك الحين، وقد كان مدمرًا للغاية حيث دمر أكثر من 80 مبنى في مدينة لينماوث، ديفون، المملكة المتحدة.
- تسبب فيضان بحر الشمال عام 1953 في وفاة أكثر من 2000 شخص في مقاطعة زيلاند الهولندية ونحو 50 شخصًا في المملكة المتحدة (كانت سواحل إيست أنجليا ولينكولنشاير الأكثر تضرراً) وأدى إلى إنشاء أعمال دلتا في هولندا وحاجز التايمز في لندن.
- قتل فيضان شمال كيوشو عام 1953 نحو 890 شخصًا على الأقل، وبلغ عدد القتلى والمفقودين 1001 في منطقة كيوشو الشمالية في اليابان.
- في 15 أكتوبر 1954، ضرب إعصار عسلي تورونتو، أونتاريو، كندا.وغمرت الأمطار المدينة، مما أسفر عن مقتل 81 شخصًا، وتدمير 20 جسرًا، وترك أكثر من 2000 بلا مأوى.[8]
- دمرت فيضانات وادي هانتر عام 1955 في نيو ساوث ويلز (أستراليا) أكثر من 100 منزل وتسببت في إجلاء 45000 منزل.
- في عام 1957، اجتاحت العاصفة من إعصار أودري جنوب غرب لويزيانا، مما أسفر عن مقتل حوالي 400 شخصًا.
- في عام 1957، حدث الطوفان العظيم في فالنسيا في إسبانيا.
- في عام 1959، غمرت مياه نهر ريو نيغرو المنطقة الوسطى من أوروغواي، مما أدى إلى عواقب وخيمة (فيضان الأوروغواي).

### عقد 1960
- في سنة 1960، حدثت الفيضانات نتيجة تسونامي القاتل (الناجم عن زلزال تشيلي العظيم) وأثرت على بلدات عديدة في تشيلي مثل Riñihue، Riñihuazo، لوس لاجوس، Antilhue، Pishuinco، وفالديفيا.
- قتل فيضان بحر الشمال عام 1962 ما يقرب من 330 شخصًا على طول سواحل جنوب شرق إنجلترا وألمانيا وجنوب الدنمارك. منها 318 حالة وفاة حدثت في هامبورغ، ألمانيا، ووقعت أضرار تقدر بملايين الجنيهات الاسترلينية.
- تسبب زلزال في عام 1965 في انهيار ستة سدود، أطلق اثنان منها ملايين الأطنان من المياه والحطام الذي قضى على بلدة «إل كوبري» في منطقة فالبارايسو في تشيلي.
- في عام 1965، غمر إعصار بيتسي مناطق واسعة من نيو أورلينز، لويزيانا، الولايات المتحدة، لمدة تصل إلى 10 أيام، وغرق حوالي 40 شخصًا.
- في عام 1966، قتل فيضان نهر أرنو عشرات الأشخاص وأتلف أو دمر ملايين التحف الفنية والكتب النادرة في فلورنسا بإيطاليا.

### عقد 1970
- في ليلة 9 يونيو 1972، ضرب سكان رابيد سيتي بولاية ساوث داكوتا في الولايات المتحدة فيضانًا مميتًا استمر يومين. أودى بحياة 238 شخصًا وتسبب في أضرار بملايين الدولارات.
- في عام 1974، تسبب إعصار واندا المحتضر في فيضانات كبيرة في بريسبان بأستراليا مما أسفر عن مقتل 6 أشخاص وتشريد المئات.
- في 2 يوليو 1975، ضربت فيضانات العديد من مناطق Cuverture Charpatinas الرومانية (على سبيل المثال بوزاو، مقاطعة براهوفا).
- في أغسطس 1975، انهار سد بانكياو في الصين بسبب هطول الأمطار الزائدة والأضرار الناجمة عن إعصار نينا، مما أدى إلى غرق حوالي 26000 وتسبب في حدوث أوبئة أثرت على 140.000 آخرين.

### عقد 1980
- خلال الثمانينيات، وصلت بحيرة سولت ليك إلى مستويات قياسية عالية من المياه بسبب هطول كمية كبيرة من الأمطار وعدم وجود منفذ. غمرت المياه أماكن مثل سالتير.
- دُمرت بلدة Laingsburg في جنوب إفريقيا بشكل كامل في 25 يناير 1981، وتوفي 104 من سكانها البالغ عددهم 900 شخصًا خلال الفيضانات التي اجتاحت المدينة ولم يتبق منها سوى 25 منزلاً.
- في عام 1982، حطم نهر جوكار في إسبانيا خزان طوس، مما أدى إلى إغراق الأرضي المحيطة في طوفان بلغ 16000 م 3 / ثانية من المياه، وقتل 30 شخصًا.
- في شتاء عام 1983، شهدت منطقة شمال غرب المحيط الهادئ للولايات المتحدة واحدة من أسوأ الفيضانات المسجلة في تلك المنطقة، وسجلت بعض الولايات أكثر شتاء ممطرًا على الإطلاق. تقديرات الأضرار تصل إلى 1.1 مليار دولار.

### عقد 1990

#### 1992-3
- شهد يناير 1992 فيضانات شديدة في أمريكا الجنوبية، وأبرزها البرازيل.
- في ألاسكا، الولايات المتحدة، من مايو إلى سبتمبر 1992، كان الجو رطبًا بشكل غير عادي، مما تسبب في حدوث فيضان الـ 100 عام. أدى ذوبان الجليد إلى تفاقم الفيضانات
- كان الطوفان العظيم عام 1993 أحد أكثر الفيضانات تدميراً في تاريخ الولايات المتحدة.
- في مارس 1993 أدت عاصفة «بلا اسم»، إلى حدوث فيضانات كبيرة في مقاطعة سيتروس، فلوريدا.
- كان صيف عام 1993 ممطرًا بشكل غير عادي بالنسبة للولايات المتحدة، مما تسبب في فيضانات في الجنوب الغربي.
- كانت فيضانات الهند عام 1993 واحدة من أكثر الفيضانات دموية في تاريخ الهند.

#### 1994-5
- 1994 فيضانات جنوب جورجينا
- في 8 مايو 1995، تسببت الفيضانات الشديدة في أضرار جسيمة في لويزيانا، الولايات المتحدة.
- في أغسطس 1994، فيضان هائل في سورات Surat

#### 1996-7
- ضرب إعصار مدينة كيوشو اليابانية في سبتمبر 1996، مما تسبب في فيضانات شديدة في تلك المنطقة.
- شهد يوليو 1996 فيضانات شديدة في وسط هونشو باليابان.
- في أغسطس 1996، توفي 86 شخصًا بسبب فيضان في معسكر لاس نيفيس في بيسكاس بإسبانيا.[9][10]
- يُعد فيضان أوروبا الوسطى 1997، أسوأ فيضان في تاريخ بولندا، وقع الفيضان في يوليو 1997، وأسفر عن مقتل 65 وتسبب في أضرار جسيمة في فروتسواف وأوبول.
- حدث فيضان النهر الأحمر عام 1997 (يسمى أيضًا فيضان النهر الأحمر الشمالي لعام 1997 في الولايات المتحدة) في أبريل ومايو 1997 على طول النهر الأحمر الشمالي في نورث داكوتا، مينيسوتا (الولايات المتحدة) ومانيتوبا. وقد كان أخطر فيضان للنهر منذ عام 1826.

#### 1998-2000
- غمرت المياه بنغلاديش في عام 1998، مما أدى إلى تضرر الملايين ومقتل المئات.
- فيضان العنصرة 1999 (بالألمانية: Pfingsthochwasser)‏ كان فيضانًا من فئة الـ100 عام، وقع في موسم العنصرة في عام 1999 وأثر في الغالب على بافاريا وفورارلبرغ وتيرول. وقد نتج عن هطول الأمطار الغزيرة المتزامنة مع ذوبان الثلوج المنتظمة في جبال الألب.
- غطى فيضان موزمبيق عام 2000، الناجم عن الأمطار الغزيرة التي أعقبها إعصار، معظم أنحاء البلاد لمدة ثلاثة أسابيع، مما أسفر عن مقتل الآلاف، وترك البلاد مدمرة لسنوات بعد ذلك.

## القرن الواحد والعشرين

### عقد 2000

#### 2001
- في يونيو 2001، تسببت الفيضانات الناجمة عن العاصفة الاستوائية أليسون في مقتل أكثر من 30 شخصًا في منطقة هيوستن، تكساس.

#### 2002–3
- ضربت الفيضانات والتدفقات الطينية في شمال شيلي عام 2002 منطقتي كوكيمبو وفالبارايسو في تشيلي في يونيو 2002 مما تسبب في وفاة 17 شخصًا.
- في عام 2002، وقعت فيضانات غلاسكو في اسكتلندا، مما تسبب في أضرار جسيمة.
- في عام 2002، ضربت الفيضانات وسط أوروبا، مما تسبب في أضرار جسيمة.

#### 2004-5
- تسبب فيضان Boscastle لعام 2004 الذي وقع في 16 أغسطس في قرية بيسكستل، كورنوال، في المملكة المتحدة، في أضرار جسيمة للمباني في وادي نهر Valency. حدثت فيضانات أخرى في الوديان المحيطة، وفي بلدة كاملفورد.
- في يناير 2005، غمرت الفيضانات أنهار إيدن، كينت، ديروينت، جريتا وكوكر بالإضافة إلى نهرين آخرين في كمبريا، إنجلترا، ودمرت حوالي 2000 عقار وتسببت في أضرار قدرها 250 مليون جنيهًا إسترلينيًا. في ذلك الوقت، كان هذا أسوأ فيضان في تاريخ كمبريان، ولكن تجاوزه فيضان كمبريا في نوفمبر 2009.[11]
- وقع واحد من أعظم الفيضانات تدميرًا في كندا، في جنوب ألبرتا في يونيو 2005. حيث أثرت الفيضانات على العديد من المناطق الحضرية الكبرى بما في ذلك كالجاري. ونجم عن ذلك 4 وفيات، واستمرت الفيضانات ثلاثة أسابيع.
- خلفت الفيضانات في مومباي، الهند، في يوليو 2005، أكثر من 700 قتيل. كانت بعض المناطق مغمورة بما يقرب من 5 أمتار من الماء.
- غمرت المياه 80% من نيو أورلينز، لويزيانا، الولايات المتحدة، بسبب فشل العديد من السدود في 29 أغسطس 2005 خلال إعصار كاترينا. ومات 1,833 بسبب الإعصار.
- تسببت الأمطار القياسية عبر أوروبا الشرقية في أغسطس 2005 في فيضانات شديدة للغاية.
- في نوفمبر 2005، في الهند، عزلت الأمطار الغزيرة العديد من القرى في ولايات ايات تاميل نادو وأندرا براديش، كانت الأمطار ناجمة عن مناطق الضغط المنخفض في خليج البنغال.

#### 2006 - 2007
- شهدت كوريا (كل من كوريا الشمالية وكوريا الجنوبية) أحد أسوأ فيضاناتها على الإطلاق في مايو 2006.
- يعتبر فيضان الولايات الوسطى الأطلسية في عام 2006 في شرق الولايات المتحدة الأسوأ في تلك المنطقة منذ الفيضانات التي سببها إعصار ديفيد في عام 1979.
- شهدت إثيوبيا واحدة من أسوأ فيضاناتها على الإطلاق في أغسطس 2006.
- شهدث مدينة سورات، في الهند (يبلغ عدد سكانها 5 ملايين نسمة)، فيضانًا هائلاً في تاريخها خلال الفترة من 4 إلى 10 أغسطس 2006.
- عانت شبه جزيرة ماليزيا، سومطرة، وصباح من فيضانات بين ديسمبر 2006 ويناير 2007. قتلت المئات وأجبرت 100000 شخص على الإجلاء في جوهور وحدها. ضربت الفيضانات عاصمة البلاد كوالالمبور في يناير 2007، مما أسفر عن مقتل 80 شخصًا. كان أسوأ فيضان في ماليزيا لأكثر من 100 عام.
- غمرت فيضانات هنتر 2007 مناطق شاسعة من مدينتي ميتلاند ونيوكاسل في أستراليا في يونيو 2007، وأودت بحياة 11 شخصًا وأدت إلى إخلاء 4000 شخصًا في وسط ميتلاند.
- بين أواخر مايو 2007 وأوائل أغسطس 2007، ضربت فيضانات مفاجئة شديدة معظم أنحاء المملكة المتحدة، وكانت يوركشاير أكثر المناطق تضرراً في البلاد. كانت مدينة شيفيلد (في يوركشاير) أكثر المدن تضررًا في البلاد، حيث سقطت أمطار غزيزة على المدينة في غضون 18 ساعة فقط في 25 يونيو 2007، مما أدى إلى فيضان نهر دون في تلك المدينة. كانت هناك أيضًا مخاوف من فشل خزان أولي في شيفيلد، قُتل 6 أشخاص في جميع أنحاء البلاد.
- كانت فيضانات إفريقيا عام 2007 واحدة من أسوأ الفيضانات وأكثرها تدميراً في التاريخ المسجل في قارة إفريقيا حيث تضررت 14 دولة.
- في نوفمبر 2007، تسبب إعصار جوبا، وهو عاصفة بطيئة الحركة، في حدوث فيضانات قاتلة في بابوا غينيا الجديدة.
- أثرت فيضانات الهند عام 2008 على عدة ولايات في الهند بين يوليو 2008 وسبتمبر 2008 خلال موسم الرياح الموسمية الممطرة بشكل غير عادي. تسببت الفيضانات في أضرار جسيمة وقتلت ما يقدر بنحو 2404 شخصًا.

#### 2008-9
- 2008 فيضانات سانتا كاتارينا
- 2009 فيضانات وانهيارات طينية في البرازيل
- في يونيو 2009، ضربت فيضانات طفيفة أجزاء من شيفيلد سيتي سنتر في شيفيلد، إنجلترا. وصلت المياه إلى عمق حوالي نصف قدم فقط عندما فاض نهر الدون، وتسبب في ضرر كبير.
- في نوفمبر 2009، هطلت كميات قياسية من الأمطار في كمبريا، إنجلترا وكورك، أيرلندا، مما تسبب في فيضانات طفيفة في كورك وفيضانات كبيرة في كمبريا. وصلت المياه إلى رقم قياسي في المملكة المتحدة يُقدَّر بحوالي 8 أقدام في كوكيرماوث، كمبريا.

#### 2010
- يناير 2010 فيضانات وانهيارات طينية ريو دي جانيرو
- شهدت ريو دي جانيرو أسوأ فيضانات على الإطلاق أدت إلى مقتل أكثر من 250 شخصًا في أبريل 2010.
- 2010 فيضانات شمال شرق البرازيل
- بين يونيو 2010 وأغسطس 2010، أثرت الفيضانات في الصين على أكثر من 230 مليون شخص - حيث تم إجلاء 15.2 مليون شخص وقتل الآلاف.
- في 26 يوليو 2010، غمرت الأمطار الموسمية الغزيرة معظم باكستان في فيضانات باكستان عام 2010.
- في 4 أغسطس 2010، في الساعة 9:25 صباحًا بالتوقيت الشرقي، أدت عاصفة رعدية كبيرة إلى ظهور بَرَد كبير ورياح تزيد سرعتها عن 60 ميل في الساعة (97 km / h) تقدم على الحافة الأمامية لجبهة باردة تتحرك عبر الغرب الأوسط الأمريكي، مما تسبب في فيضان مفاجئ ضرب لويزفيل، كنتاكي، وأجزاء من منطقة كنتاكيانا المحيطة.
- في نوفمبر 2010، تعرضت العديد من مناطقكورنوال بالمملكة المتحدة للفيضانات. وكانت المنطقة الأشد تضررا هي بلدة بار.
- تسببت فيضانات كولومبيا في نوفمبر 2010 والانهيارات الأرضية المرتبطة بها في مقتل 138 شخصًا. وتشريد 1.3 مليون.
- فيضانات تايلاند في نوفمبر 2010 وفيضانات شمال ماليزيا.
- تعد فيضانات كوينزلاند 2010-11 من أسوأ ما شهدته دولة أستراليا على الإطلاق.

### عقد 2010

#### 2011
- تعتبر فيضانات البرازيل في يناير 2011 الأسوأ في تاريخ البلاد. اعتبارًا من 18 يناير 2011، أودت الفيضانات بحياة حوالي 700 شخص وشردت 14000 شخص بسبب الانهيارات الأرضية بشكل رئيسي.
- كانت فيضانات نهر المسيسيبي في أبريل ومايو 2011 من بين أكبر وأخطر الفيضانات المسجلة على طول الممر المائي في الولايات المتحدة.
- في يونيو 2011، أثرت الفيضانات في الصين على أكثر من 4.8 مليون شخص، حيث تم إجلاء 100000 ووفاة 54.
- في أواخر يوليو، وقعت فيضانات تايلاند عام 2011 عبر مقاطعات شمال وشمال شرق ووسط تايلاند على طول أحواض نهري ميكونغ وتشاو فرايا واستمرت في بعض المناطق حتى منتصف يناير 2012.
- في الفترة من أغسطس إلى سبتمبر 2011، كانت هناك فيضانات في مقاطعة خاموان في لاوس، ثم في شمال شرق تايلاند، ثم جاءت إلى كمبوديا، وتم تصريفها عبر نهر ميكونغ إلى فيتنام ثم بحر الصين الجنوبي.
- في 18 أكتوبر 2011، غمرت المياه بولاو تيومان الماليزية في كامبونج تيكيك، ثم وصلت الغابة بالقرب من القرية إلى سالانج في 23 أكتوبر 2011.
- في نوفمبر 2011، غمرت المياه الجزء الشمالي من ماليزيا ، ثم مقاطعة ناراثيوات في تايلاند.

#### 2012
- في يوليو 2012، تسببت الأمطار الغزيرة في حدوث فيضانات في كيوشو باليابان، مما أسفر عن مقتل أو فقد 32 شخصًا.
- في عام 2012 تسببت فيضانات بريطانيا العظمى وأيرلندا في العديد من الفيضانات في المملكة المتحدة، في أبريل، ضربت الفيضانات والعواصف معظم إنجلترا مما تسبب في فيضانات وانقطاع التيار الكهربائي، في 28 يونيو 2012، كان هناك عاصفتان رعديتان شديدتان عبر ويست ميدلاندز مما تسبب في فيضانات مفاجئة، في 6 يوليو 2012، جلبت الأمطار الغزيرة فيضانات إلى جنوب غرب إنجلترا وأصدر مكتب الأرصاد الجوية تحذيرات من المطر باللون الأحمر، وعادت الفيضانات لاحقًا إلى المملكة المتحدة في 23 نوفمبر 2012، حيث سقطت الأمطار الغزيرة المستمرة في جنوب غرب إنجلترا مما تسبب في فيضان الأنهار، واستمر المطر لاحقًا في ميدلاندز طوال الليل مما تسبب في المزيد من الفيضانات، في 26 نوفمبر 2012، هطلت مجموعة أخرى من الأمطار في جنوب غرب إنجلترا، وأصدرت وكالة البيئة ثلاثة تحذيرات من الفيضانات الشديدة لجنوب غرب إنجلترا و90 تحذيرًا من الفيضانات، في اليوم التالي أصدرت الوكالة 110 تحذيرًا من الفيضانات في منطقة ميدلاندز، معظمها كان لنهر أفون ونهر سيفرن

#### 2013
- فيضانات وانهيارات التربة في شمال الهند عام 2013 بسبب هطول الأمطار الغزيرة. ضربت الفيضانات ولاية أوتارانتشال. وقتلت هذه الفيضانات 5700 شخص.
- فيضانات أوروبا 2013.
- فيضان ألبرتا 2013 - وقع في 20 يونيو 2013، تسببت الفيضانات الواسعة النطاق في جنوب ألبرتا في أضرار جسيمة في كانمور وكالجاري وهاي ريفر عندما فاض نهر كوغار ونهر هايوود وأنهار وجداول أخرى بسبب هطول الأمطار الغزيرة.[12][13] كما تأثرت مجتمعات أخرى في المنطقة أو كان من المتوقع أن تتأثر بالفيضانات.[14] تسببت الفيضانات أيضًا في انقطاع التيار الكهربائي وإغلاق الطريق السريع عبر كندا والطريق السريع 1A، بالإضافة إلى العديد من الطرق السريعة والطرق الأخرى.[15][16] أُبلغ عن فقد رجل وامرأة بعد أن اجتاحت المياه منزلًا متنقلًا بالقرب من بلدة بلاك دايموند ؛ تم إنقاذ الرجل فيما بعد، لكن المرأة ظلت مفقودة.[17]
- فيضانات جنوب غرب الصين 2013.
- فيضانات أفغانستان وباكستان 2013.
- 2013 فيضانات كولورادو. خلفت أربعة قتلى على الأقل بعد فيضانات في كولورادو.
- في 18 نوفمبر 2013، تسبب الفيضان الغزير الناجم عن إعصار كليوباترا في مقتل 18 شخصًا في جزيرة سردينيا الإيطالية.[18]

#### 2014
- تعرضت أجزاء كثيرة من المملكة المتحدة لفيضانات في بداية هذا العام. في يناير ثم مرة أخرى في فبراير، فاض نهر التايمز مما أدى إلى غمر العديد من المنازل والممتلكات في الأجزاء المكتظة بالسكان في منطقة وادي التايمز.[19]
- في أوائل أبريل 2014، تسبب إعصار إيتا في فيضانات كارثية عبر جزر سليمان، مما أسفر عن مقتل 21 شخصًا على الأقل.
- بين 2 و30 أبريل 2014، حدثت الفيضانات في الولايات المتحدة، بسبب الإعصار.
- في مايو 2014، أثرت فيضانات متعددة على مساحة كبيرة من جنوب شرق أوروبا. حيث جلبت منطقة الضغط المنخفض المسماة «إيفيت» الفيضانات في الفترة من 14-16 مايو. تعرضت البوسنة وصربيا ورومانيا لأكبر فيضان في تاريخها الحديث. تُركت عدة مدن وراءها دون مياه عذبة أو طعام.[20]
- في يونيو 2014، تسبب فيضان مفاجئ في مقاطعة بغلان بأفغانستان في مقتل 73 شخصًا على الأقل.[21]
- فيضانات ألبرتا 2014 - في 18 يونيو 2014، استيقظت مدينة كلاريشولم ، ألبرتا لتجد شوارعها مغمورة بالمياه، وأُعلنت حالات الطوارئ في العديد من المناطق في جنوب ألبرتا بما في ذلك Blood Reserve، Cardston، Claresholm، Coaldale، Crowsnest Pass، Lethbridge County ومديسين هات وويلو كريك.[22]
- فيضانات الهند وباكستان 2014 - حدثت في سبتمبر 2014، حيث لقي ما يقدر بنحو 557 شخصًا مصرعهم في الهند وباكستان نتيجة للفيضانات التي نتجت عن هطول الأمطار الغزيرة في المنطقة.
- فيضان نيويورك 2014 - حدث هطول قياسي للأمطار استمر 60 يومًا بالقرب من نيويورك.[23][24][25][26][27][28][29][30]

#### 2015
- 2015 فيضانات شمال شيلي وتدفق الطين
- فيضان تبليسي 2015
- فيضانات ميسوري 2015
- هيوستن 2015 - فيضان يوم الذكرى
- 2015 فيضانات جنوب الهند
- فيضان بولندا 2015
- فيضان ميانمار 2015

#### 2016
- 2016 ساو باولو الفيضانات والانهيارات الطينية
- 2016 فيضانات يوم ضرائب هيوستن
- 2016 فيضان إثيوبيا
- 2016 فيضانات أوروبا
- فيضانات أوكلاهوما 2016[31][32]
- فيضان ماريلاند 2016[33][34]
- فيضان النيجر 2016[35][36][37][38]
- فيضانات لويزيانا 2016[39][40]
- فيضان جوهانسبرج 2016

#### 2017
- 2017 فيضانات ولاية بينو
- 2017 فيضانات الصين
- 2017 فيضانات جنوب تايلاند[41][42][43] أ
- فيضان بيرو 2017[44][45]
- فيضانات كيبيك
- 2017 إعصار هارفي
- 2017 إعصار إيرما
- 2017 فيضان تشيناي في تاميل نادو

#### 2018
- فيضانات شرق إفريقيا 2018
- فيضانات اليابان 2018
- فيضانات كيرالا 2018
- 2018 فيضانات فيتنام
- 2018 فيضانات كوريا الشمالية
- 2018 فيضانات أوروبا
- فيضان ماريلاند 2018
- فيضان البنجاب 2018

#### 2019
- 2019 فيضانات إيران
  - مارس 2019 فيضانات شمال إيران
- 2019 فيضانات الغرب الأوسط في الولايات المتحدة
- 2019 فيضانات جنوب سولاويزي
- 2019 فيضان تاونسفيل
- 2019 فيضانات وعواصف باكستان
- مايو 2019 فيضانات هيوستن المفاجئة
- يونيو 2019 الفيضانات في جنوب وجنوب شرق الولايات المتحدة
- فيضانات الهند 2019
- فيضانات البندقية
- 2019 أوبون راتشاثاني، فيضان تايلاند[46]
- 2019 فيضانات إنجلترا
- 2019 فيضانات كيبيك وأونتاريو ونيو برونزويك
- 2019-2020 فيضانات نهر الكونغو

#### 2020
- 2019-2020 فيضانات نهر الكونغو
- 2020 فيضانات جاكرتا
- 2020 فيضانات الصين
- 2020 فيضانات كيوشو
- 2020 فيضانات نيبال
- 2020 الفيضانات والانهيارات الطينية البرازيلية
- 2019-20 فيضانات المملكة المتحدة
- العاصفة جلوريا (إسبانيا وفرنسا)
- فيضانات جنوب شرق كنتاكي عام 2020
- 2020 فيضانات شرق إفريقيا
- 2020 فيضانات ولاية اسام
- 2020 فيضانات كوريا
- فيضانات أفغانستان 2020
- 2020 فيضانات ولاية كيرالا
- 2020 فيضانات كراتشي
- 2020 فيضانات الساحل الأفريقي
- 2020 فيضان اليمن
- 2020 فيضانات وسط فيتنام
- 2020 فيضانات حيدر أباد
- 2020 فيضان زغرب المفاجئ

### عقد 2020

#### 2021
- فيضان أوتارانتشال 2021
- فيضانات نيو ساوث ويلز
- فيضانات أوروبا 2021

### 2024
- فيضانات نهر الكونغو[47]

## روابط خارجية
- أخبار الفيضانات